# 동도나
동도나(董荼那)는 중국의 역사 소설 삼국지연의에 등장하는 가공 인물로, 맹획의 부장이다. 일부 서적에서는 동도노(董荼奴)로도 표기되기도 한다. 제갈량의 남정에 삼동원수의 1명으로서 등장한다. 관할은 제2동.
5만의 군사를 인솔하고, 촉나라 진영을 공격하지만, 위연등에 야습으로 장억에게 잡힌다. 제갈량에 의해 일단 석방되지만, 맹획의 명령으로 부득이하고 다시 출격하여, 노수를 공격한다. 그 때, 적장 마대에게 배은망덕하다는 말을 듣고, 부끄러워하여 철퇴한다. 그러나 그 사실에 화난 맹획에게 매질당한다.
이에 앙심을 품은 그는 맹획을 잡아 제갈량에게 바쳤다. 그러나 맹획이 제갈량에게 석방되자, 동도나는 동료 아회남과 함께 맹획에게 살해 당했고, 그 주검은 개울가에 던져진다.